# كيفن يورغ
كيفن يورغ هو سائق سباق سويسري، ولد في 11 سبتمبر 1995.

## وصلات خارجية
- الموقع الرسمي
- كيفن يورغ على موقع DriverDB.com (الإنجليزية)